# 밀드레드 피어스 (영화)
《밀드레드 피어스》(영어: Mildred Pierce)는 헝가리 태생의 영화 감독 마이클 커티즈가 1945년에 감독한 미국의 극영화이다. 조앤 크로퍼드, 잭 카슨 등이 출연했다. 제임스 맬러헌 케인이 쓴 동명의 소설 《밀드레드 피어스》를 원작으로 했다.

## 출연

### 주연
- 조안 크로포드
- 잭 칼슨

### 조연
- 자카리 스콧
- 이브 아덴
- 앤 블라이스
- 브루스 베네트
- 리 패트릭
- 모로니 올슨
- 베다 앤 보그
- 조 앤 말로우
- 윌리엄 앨콘
- 베티 알렉산더
- 램지 에이미스
- 조지 앤더슨
- 린 바게트
- 레아 베어드
- 도로시 바렛
- 바버라 브라운
- 클레어 칼튼
- 휘튼 챔버스
- 월리스 클락
- 체스터 크루트
- 존 컴프턴
- 조이스 콤프턴
- 크랜시 쿠퍼
- 데이빗 코타
- 톰 딜런
- 제임스 플러빈
- 베스 플라워스
- 안젤라 그린
- 도로시 핵
- 아서 스튜어트 헐
- 찰스 조던
- 마저리 케인
- 프레드 켈시
- 리처드 키플링
- 퍼크 라젤레
- 마리온 레싱
- 버터플라이 맥퀸
- 조지 미더
- 해롤드 밀러
- 잭 모워
- 프랭크 오코너
- 게리 오웬
- 폴 팬저
- 래리 리오
- 윌리엄 룰
- 제프리 세이리
- 메리 서보스
- 존 쉐리던
- 조지 토비아스
- 찰스 트로우브릿지
- 조안 윈필드

## 기타
- 원작자: 제임스 M. 케인
- 세트: 조지 제임스 홉킨스